# Кошкалия
Кошкалия (рум. Coșcalia) — село в Каушанском районе Молдавии. Относится к сёлам, не образующим коммуну.

## География
Село расположено на высоте 70 метров над уровнем моря.

## Население
По данным переписи населения 2004 года, в селе Кошкалия проживает 2223 человека (1126 мужчин, 1097 женщин).
Этнический состав села:
| Национальность | Число жителей | Процентный состав |
| -------------- | ------------- | ----------------- |
| молдаване      | 2150          | 96,72             |
| румыны         | 49            | 2,2               |
| русские        | 11            | 0,49              |
| украинцы       | 9             | 0,4               |
| болгары        | 2             | 0,09              |
| прочие         | 2             | 0,09              |
| Всего          | 2223          | 100 %             |